# I Guess I'll Miss the Man
"I Guess I'll Miss the Man" is een onsuccesvolle single van de Amerikaanse groep The Supremes. Het was de enige single die van het album The Supremes Produced And Arranged by Jimmy Webb werd uitgebracht. Uit de titel van het album af te leiden lijkt het duidelijk dat het nummer ook door hem geproduceerd is. Dit is echter niet het geval. "I Guess I'll Miss The Man" was het enige dat op het album verscheen dat niet door Webb geproduceerd was.
Het nummer was geschreven voor de musical Pippin, die gesubsidieerd werd door Motown. Hierna werd het nummer door The Supremes uitgebracht, met slechts een 85ste plek op de poplijst en niet eens verschijnend op de R&B lijst.
"I Guess I'll Miss The Man" is de een van de twee singles van de groep waar de vervangster van Cindy Birdsong, Lynda Laurence, op te horen is.

## Bezetting
- Lead: Jean Terrell
- Achtergrondzangeressen: Mary Wilson en Lynda Laurence
- Schrijver: Stephen Schwartz
- Productie: Deke Richards en Sherlie Matthews